# Podhájí (Temelín)
Podhájí je zaniklá vesnice, část obce Temelín v okrese České Budějovice v Jihočeském kraji. Nachází se asi čtyři kilometry východně od Temelína. Podhájí leží v katastrálním území Březí u Týna nad Vltavou o výměře 6,96 km².

## Historie
Archeologické nálezy dokládají, že okolí Pohájí bylo osídleno už v pravěku. Východně od vsi bylo v lese nalezeno třicet mohyl, ze kterých byly získány různé artefakty.
První písemná zmínka o vesnici pochází z roku 1803, kdy je Podhájí (Podhay) uvedeno jako součást panství Vysoký Hrádek. V roce 1869 zde žilo 408 obyvatel.
V první světové válce padlo 14 zdejších občanů. Jejich jména jsou uvedena na pomníku, který stál původně v Březí u Týna nad Vltavou; před demolicí Březí byl přesunut na křtěnovskou náves. Podhájí bylo zlikvidováno v souvislosti se stavbou Jaderné elektrárny Temelín. Poslední obyvatelé se odstěhovali v dubnu 1997. Posledním objektem, který ze vsi zůstal, je kaple.

## Obyvatelstvo

### Historické údaje o počtu obyvatel[5]
| Rok            | 1869 | 1880 | 1890 | 1900 | 1910 | 1921 | 1930 | 1950 | 1961 | 1970 | 1980 | 1991 |
| Počet obyvatel | 408  | 365  | 314  | 327  | 293  | 298  | 286  | 210  | 209  | 203  | 134  | 12   |

### Historické údaje o počtu domů[5][6]
| Rok        | 1869 | 1880 | 1890 | 1900 | 1910 | 1921 | 1930 | 1950 | 1961 | 1970 | 1980 | 1991 | 2001 | 2011 | 2021 |
| Počet domů | 55   | 56   | 56   | 56   | 56   | 57   | 58   | 54   | *)   | 53   | 46   | 8    | 2    | 2    | 2    |

*) V roce 1961 byly domy v Podhájí zahrnuty do počtu domů obce Březí u Týna nad Vltavou.

## Obecní správa
Při sčítání lidu v letech 1850–1985 Podhájí bylo osadou obce Březí u Týna nad Vltavou, se kterým patřilo nejprve do okresu Týn nad Vltavou, ale od roku 1960 v okrese České Budějovice. Od 1. července 1985 je částí obce Temelín v okrese České Budějovice.

## Pamětihodnosti
- Dva mohylníky
- Barokní kaple svatého Jana Nepomuckého z druhé poloviny 18. století

## Osobnosti
- František Sobíšek (1920–2013), římskokatolický kněz, dlouholetý duchovní správce v Rudolfově, kanovník českobudějovické kapituly a papežský kaplan.